# Prix du public du jeu de Saint-Herblain - Double 6
La ville de Saint-Herblain, à côté de Nantes, possède deux ludothèques, et des espaces dédiés au jeu dans deux médiathèques. Elle a une politique du jeu et organise depuis 1991 un festival des jeux. Depuis 2004, le Festival des jeux qui se déroule en février dure 15 jours, décerne un Prix du Public récompensant le jeu familial ayant recueilli les meilleurs votes d'un jury non professionnel et du public. En 2012, le Prix du Public change de nom, c'est dorénavant le Double 6. Il arrive que par confusion le Festival des Jeux de Saint-Herblain soit appelé également « Double 6 » mais il s'agit d'une erreur.
La moitié de la note est attribuée par un jury composé de joueurs motivés à l'exclusion de tous professionnels du jeu. L'autre moitié de la note est attribuée par les familles qui découvrent les jeux et leurs règles sans aucune aide extérieure (pas d'explication par un animateur : le jeu doit se suffire à lui-même), dans des lieux répartis dans plusieurs points jeux du département.
La notation par le public se fait selon trois critères :
- la compréhensibilité des règles, avec une note sur 5 (sur 10 depuis 2022) ;

- l'esthétique du matériel du jeu, et le matériel de jeu en lui-même, avec une note sur 10 ;

- le plaisir de jeu, avec une note sur 15 (sur 20 depuis 2022).

## Jeux primés

### Tableau récapitulatif
| Année | Jeu                      | Auteur(s)                                                         | Illustrateur(s)                       | Éditeur             |
| ----- | ------------------------ | ----------------------------------------------------------------- | ------------------------------------- | ------------------- |
| 2024  | Sur les traces de Darwin | Grégory Grard et Matthieu Verdier                                 | Maud Briand et David Sitbon           | Sorry we are French |
| 2023  | Akropolis                | Jules Messaud                                                     | Pauline Détraz                        | Gigamic             |
| 2022  | Mot Malin                | Grégory Grard                                                     | Simon Douchy                          | Blue Orange         |
| 2021  | Top Ten                  | Aurélien Picolet                                                  |                                       | Cocktail Games      |
| 2020  | Draftosaurus             | Antoine Bauza - Corentin Lebrat - Ludovic Maublanc - Théo Rivière | Jiahui Eva Gao - Vipin Alex Jacob     | Ankama              |
| 2019  | Fertility                | Cyrille Leroy                                                     | Jérémie Fleury                        | Catch Up Games      |
| 2018  | Twin It                  | Rémi Saunier - Nathalie Saunier - Thomas Vuarchex                 | Thomas Vuarchex                       | Cocktail Games      |
| 2017  | Kingdomino               | Bruno Cathala                                                     | Cyril Bouquet                         | Blue Orange         |
| 2016  | 7 Wonders Duel           | Bruno Cathala - Antoine Bauza                                     | Miguel Coimbra                        | Repos Production    |
| 2015  | Abyss                    | Bruno Cathala - Charles Chevallier                                | Xavier Collette                       | Bombyx              |
| 2014  | Le Petit Prince          | Bruno Cathala - Antoine Bauza                                     | Antoine de Saint-Exupéry              | Ludonaute           |
| 2013  | Noé                      | Bruno Cathala - Ludovic Maublanc                                  | Xavier Collette                       | Bombyx              |
| 2012  | Takenoko                 | Antoine Bauza                                                     | Joël Picksel - Nicolas Fructus - Yuio | Bombyx - Matagot    |
| 2011  | Boomerang                | Michel Lalet - Dominique Ehrhard                                  | Dominique Ehrhard                     | Lui-même            |
| 2010  | Dice Town                | Bruno Cathala et Ludovic Maublanc                                 | Piérô La Lune                         | Matagot             |
| 2009  | Wazabi                   | Guilhem Debricon                                                  | Bravo                                 | Gigamic             |
| 2008  | Le Trésor des Mayas      | Roberto Fraga                                                     | Daniel Döbner                         | Haba                |
| 2007  | Siam                     | Didier Dhorbait                                                   | Biboun                                | Ferti               |
| 2006  | Objets trouvés           | Philippe des Pallières                                            |                                       | Asmodée             |
| 2005  | Saboteur                 | Frédéric Moyersoen                                                | Andrea Boeckhoff                      | Amigo               |
| 2004  | Maka Bana                | François Haffner                                                  | Johann Aumaître                       | Tilsit              |

### Éditions

#### Années 2000

##### 2005
Double Six:
- Saboteur (2004) de Frédéric Moyersoen, illustré par Andrea Boeckhoff, édité par Amigo Spiele.

##### 2006
Double Six:
- Objets trouvés (2005) de Philippe Des Pallières, édité par Asmodee.

##### 2007
Double Six:
- Siam (2005) de Didier Dhorbait, illustré par Arnaud Demaegd, édité par Ferti.

##### 2008
Double Six:
- Le trésor des mayas (2006) de Roberto Fraga, illustré par Daniel Döbner, édité par Haba.

Prix spécial du jury:
- Les 7 Blasons (2007) de Michel Pinon, illustré par Olivier Pauwels, édité par Asyncron Games.

##### 2009
Double Six:
- Wazabi (2008) de Guilhem Debricon, illustré par Bravo, édité par Gigamic.

#### Années 2010

##### 2010
Double Six:
- Dice Town (2009) de Bruno Cathala et Ludovic Maublanc, illustré par Piérô La Lune, édité par Matagot.

Prix spécial du jury:
- Les 3 Mousquetaires: Les Ferrets De La Reine (2009) de Pascal Bernard, illustré par Christophe Madura et Julien Marty, édité par Sirius.

##### 2011
Double Six:
- Boomerang (2010) de Dominique Ehrhard et Michel Lalet, illustré par Dominique Ehrhard, édité par Lui-Même.

##### 2012
Double Six:
- Takenoko (2011) de Antoine Bauza, illustré par Joël Picksel, Nicolas Fructus et Yuio, édité par Bombyx.

Prix spécial du jury:
- The Boss (2010) de Alain Ollier, illustré par Tony Rochon, édité par Blackrock Games.

##### 2013
Double Six:
- Noé (2012) de Bruno Cathala et Ludovic Maublanc , illustré par Xavier Collette, édité par Bombyx.

##### 2014
Double Six:
- Le Petit Prince (2013) de Antoine Bauza et Bruno Cathala, illustré par Antoine de Saint-Exupéry, édité par Ludonaute.

##### 2015
Double Six:
- Abyss (2014) de Bruno Cathala et Charles Chevallier, illustré par Xavier Collette, édité par Bombyx.

##### 2016
Double Six:
- 7 Wonders Duel (2015) de Antoine Bauza et Bruno Cathala, illustré par Miguel Coimbra, édité par Repos Production.

##### 2017
Double Six:
- Kingdomino (2016) de Bruno Cathala, illustré par Cyril Bouquet, édité par Blue Orange.

##### 2018
Double Six:
- Twin It! (2017) de Nathalie Saunier, Rémi Saunier et Thomas Vuarchex, illustré par Thomas Vuarchex, édité par Cocktail Games.

##### 2019
Double Six:
- Fertility (2018) de Cyrille Leroy, illustré par Jérémie Fleury, édité par Catch Up Games.

#### Années 2020

##### 2020
Double Six:
- Draftosaurus (2019) de Antoine Bauza, Corentin Lebrat, Ludovic Maublanc et Théo Rivière, illustré par Jiahui Eva Gao et Vipin Alex Jacob, édité par Ankama.

##### 2021
Double Six:
- Top Ten (2020) de Aurélien Picolet, édité par Cocktail Games.

##### 2022
Double Six:
- Mot Malin (2020) de  Grégory Grard, édité et distribué par Blue Orange.

##### 2023
Double Six:
- Akropolis (2022) de Jules Messaud édité par Gigamic.

##### 2024
Double Six:
- Sur les traces de Darwin (2023) de Grégory Grard et Matthieu Verdier édité par Sorry we are french.